# 12718 Le Gentil
12718 Le Gentil este un asteroid din centura principală de asteroizi.

## Descriere
12718 Le Gentil este un asteroid din centura principală de asteroizi. A fost descoperit pe 6 iunie 1991 la Observatorul La Silla de Eric Walter Elst. El prezintă o orbită caracterizată de o semiaxă mare de 2,27 ua, o excentricitate de 0,17 și o înclinație de 4,5° în raport cu ecliptica.